# Pleuraphodius sebastianellus
Pleuraphodius sebastianellus är en skalbaggsart som beskrevs av S. Endrödi 1973. Pleuraphodius sebastianellus ingår i släktet Pleuraphodius och familjen Aphodiidae. Inga underarter finns listade i Catalogue of Life.